# Окунєвська Тетяна Кирилівна
Окунєвська Тетяна Кирилівна (1914—2002) — російська актриса. Заслужена артистка РРФСР (1947).
Народилась 3 березня 1914 р. на ст. Завидово Московської обл. Померла 16 травня 2002 р. у Москві. Виступала у Реалістичному театрі під керівництвом М.Охлопкова, в Московському театрі ім. Ленінського комсомолу.
Знімалася у кіно з 1934 р. Була репресована.
Була членом Спілки кінематографістів Росії.

## Фільмографія
1. 1934: «Пампушка» (пані Карре-Ламадон)
2. 1935: «Гарячі днинки» (Тоня Жукова, учениця радгоспних курсів)
3. 1936: «Остання ніч» (Олена Леонтьєва)
4. 1940: «Травнева ніч» (панночка)
5. 1942: «Олександр Пархоменко» (Віра Бикова, коханка Махна)
6. 1945: «Це було в Донбасі» (Наташа Логінова і її дочка Олена)
7. 1946: «Давид Гурамішвілі» (Єлизавета Петрівна, цесарівна)
8. 1947: «Хлопчик з околиці» (Іра)
9. 1957: «Нічний патруль» (Раїса Копницька, співачка з ресторану, «племінниця» «Барона»)
10. 1965: «Зірка балету» (Катерина Василівна)
11. 1975: «Зірка привабливого щастя» (графиня Лаваль)
12. 1982: «Таємничий старий» (актриса театру)
13. 1982: «Повернення резидента» (Лінда Миколаївна Стачевська)
14. 1985: «Дивна історія доктора Джекіла і містера Хайда» (стара)
15. 1986: «Кінець операції «Резидент»» (Лінда Миколаївна Стачевська, агент НТС в СРСР)
16. 1989: «Легкі кроки» (Зоя Микитична Фетяска)
17. 1993: «Дике кохання» (прабабуся Сью)
18. 1993: «Короткий подих кохання» (Ольга Кирилівна)
19. 1996: «Принциповий і жалісливий поглядя» (мати)
20. 1996: «Кордон. Тайговий роман» (Тетяна Львовна)